# Рейкотрон

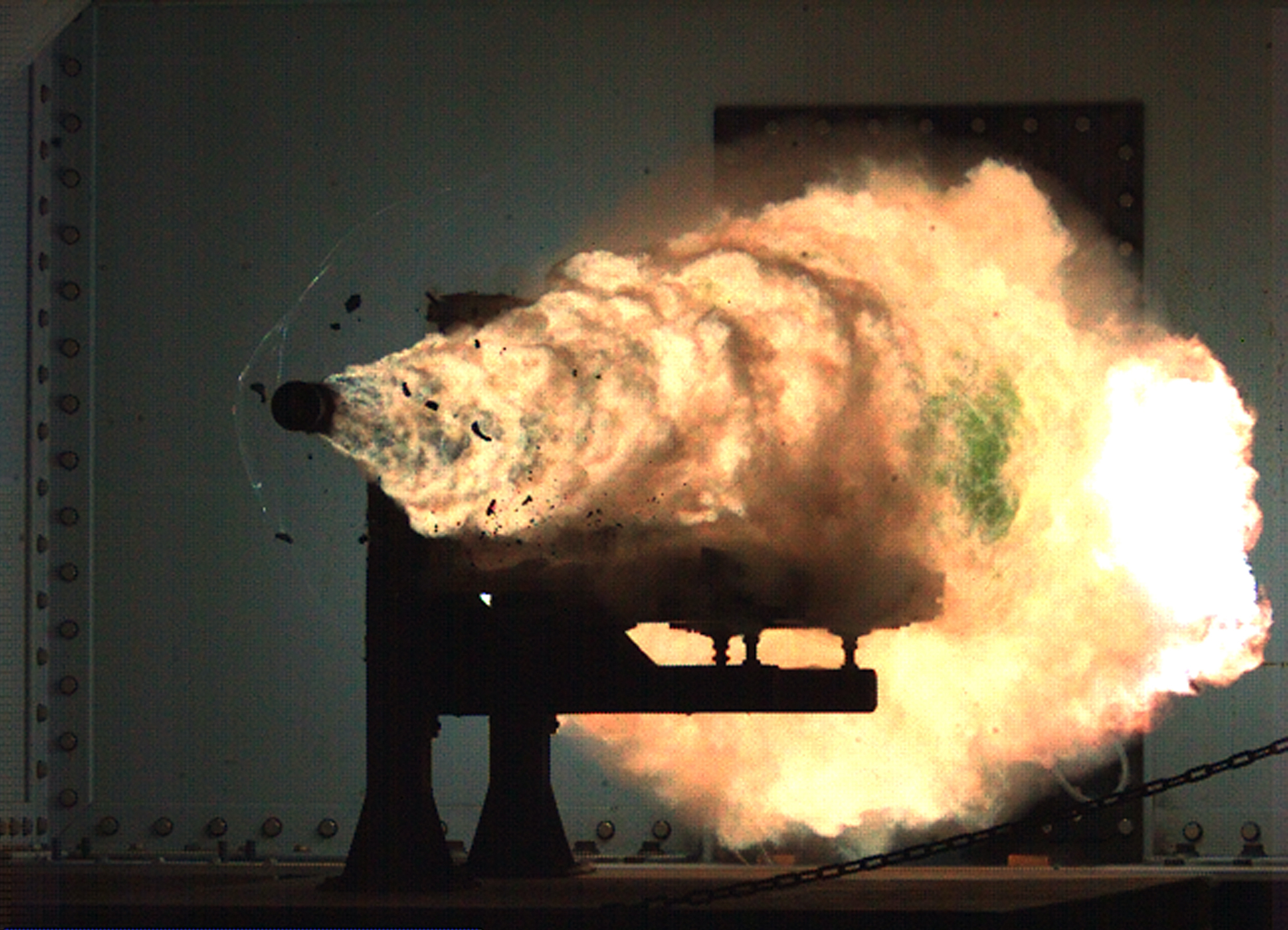
Випробування рейкотрона в Naval Surface Warfare Center, ВМС США, січень 2008.

Рейкотрон (рейковий прискорювач мас, рейкова гармата, англ. railgun) — імпульсний електродний прискорювач мас, що перетворює електричну енергію на кінетичну за допомогою сили Лоренца. Виник як модифікація гармати Гауса, здатна запускати снаряди з будь-яких матеріалів і без потреби в складних контрольних і запобіжних пристроях. Рейкотрон є перспективною зброєю. Належить до видів електромагнітної зброї.

## Принцип дії

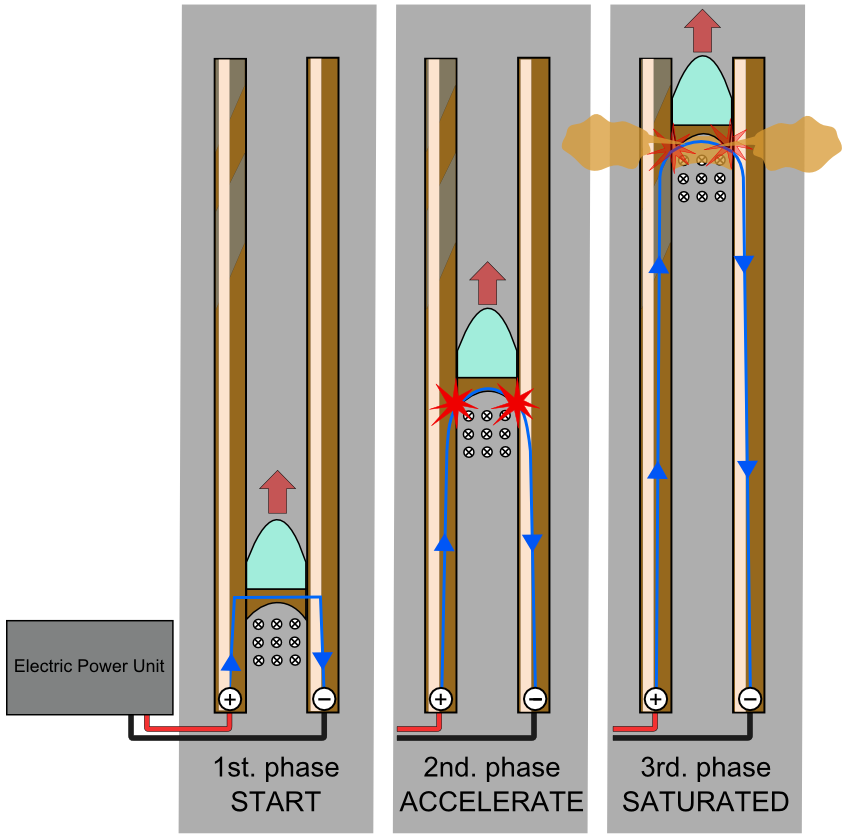
Принцип дії рейкотрона.

Рейкотрон складається з двох паралельних електродів, званих рейками, підключених до джерела потужного постійного струму. Електропровідний снаряд або носій снаряда («арматура»), розташовується між рейками, замикаючи електричний ланцюг. «Арматура» набуває прискорення під дією сили Лоренца, що виникає при замиканні ланцюга в збудженому наростаючим струмом магнітному полі. «Арматурою» може слугувати також згусток електропровідної плазми, на яку перетворюється поміщена між рейками фольга. Коли «арматура» виштовхується силою Лоренца за кінці рейок, електричний ланцюг розмикається.

## Застосування

### Сфери застосування
Розташовані на орбіті планети рейкотрони мають потенціал слугувати ефективною зброєю для знищення ворожих ракет або захисту від астероїдів. Також, рейкотронами можна запускати вантажі на орбіту прямо з поверхні планети. Крім того вони придатні для ініціювання реакції ядерного синтезу чи плавлення металів шляхом зіткнення їхніх зразків на високій швидкості.

### Переваги та недоліки
Рейкотрон має перспективні переваги, порівняно зі звичайними гарматами чи ракетами. Маса снарядів може бути невеликою, що компенсується їхньою високою швидкістю. Завдяки швидкості вони складні для перехоплення та мало відхиляються під впливом вітру. Особистий рейкотрон міг би споживати дуже маленькі кулі, а отже міг би мати великий боєзапас.
Рейкотрони складні у встановленні та обслуговуванні через низку проблем:
Джерело живлення. Для досягнення корисної потужності, необхідної для прискорення снарядів рейкової гармати, зазвичай потрібні електричні конденсатори великої ємності, що займають значний простір. Це ускладнює встановлення рейкотронів, наприклад, на кораблях. З тієї ж причини рейкотрон складно реалізувати як персональну зброю.
Нагрівання рейок. Коли електричний струм проходить крізь провідник, він зустрічає опір у провіднику — в цьому випадку — в рейках. Це спричиняє нагрівання рейок, що зменшує ККД гармати, адже електрична енергія перетворюється не в кінетичну, а в теплову.
Розплавлення рейок. Велика швидкість руху снаряда призводить до нагрівання і навіть розплавлення поверхні рейок, тож вони швидко зношуються.
Відштовхування рейок. Струм у кожній рейці йде в протилежних напрямках. Це створює відштовхувальну силу, пропорційну силі струму, що зношує рейки.
Шум. На відміну від гармати Гауса, в якій снаряд не торкається котушок, а тому безшумний (поки не досягне швидкості звуку), рейкотрон створює шум, оскільки снаряд перебуває в тісному контакті з рейками.
Віддача. Маса снаряда, помножена на швидкість, створює потужну віддачу, що ускладнює створення персональних рейкотронів.

## Практичні реалізації

### У XX столітті
Концепцію рейкотрона розробив у 1917 році французький винахідник Андре Луї Октав Фушон-Вілліпл. Він створив робочий прототип при допомозі компанії «Société anonyme des accumulateurs Tudor» (Tudor batteries). Під час Першої світової війни, 25 липня 1918 року, Жуль-Луї Бретон, міністр озброєння та військової продукції, доручив йому створити 30-мм і 50-мм «електричні гармати» за зразком гармати 1917 року. Але оскільки війна невдовзі завершилася, проєкт покинули. Винахідник натомість отримав у 1922 році в США патент на «Електричний апарат для розгону снарядів». У пристрої Фушон-Вілліпла снаряд мав крила, що контактували з двома паралельними шинопроводами.
Російський артилерист Олексій Корольков у 1923 році критикував ідею Фушон-Вілліпла, вважаючи, що хоча гармату і реально створити, вона потребує надто багато електрики, тож її застосування невигідне.
Під час Другої світової війни Йоахим Генслер з Управління озброєнь сухопутних сил Німеччини пропонував рейкотрон для Люфтваффе. В його проєкті гармата була здатна розганяти снаряди з 0,5 кг вибухівки до 2 км/с. Пропонувалося об'єднати 6 гармат у вогневу батарею на базі FlaK 40, що дозволило б запускати по 12 снарядів на хвилину. Розрахунки 1947 року показали, що ця гармата, хоча і можлива для побудови, потребувала б на свої постріли дуже багато енергії — стільки, скільки потрібно на освітлення половини Чикаго.
Упродовж 1950-х австралійський фізик Марк Оліфант розробив дизайн уніполярного генератора, найпотужнішого в світі на той час (500 МДж), який було введено в експлуатацію у 1962 році та до початку 1970-х використано для живлення рейкотрона, що розганяв макрочастки для наукових дослідів
Лабораторія балістичних досліджень США розпочала в 1980 році довготривалу програму з теоретичного та практичного дослідження рейкотронів, у тому числі з використанням плазми. В 1984 Стратегічна оборонна ініціатива поставила дослідницькі завдання для створення мережі супутників, призначених перехоплювати міжконтинентальні ракети. Проте в 1985 пріоритети змінилися, тож Армія США, Корпус морської піхоти США і Агентство передових оборонних дослідницьких проєктів США взялися за розробку протитанкових рейкотронів для наземної техніки.

### У XXI столітті

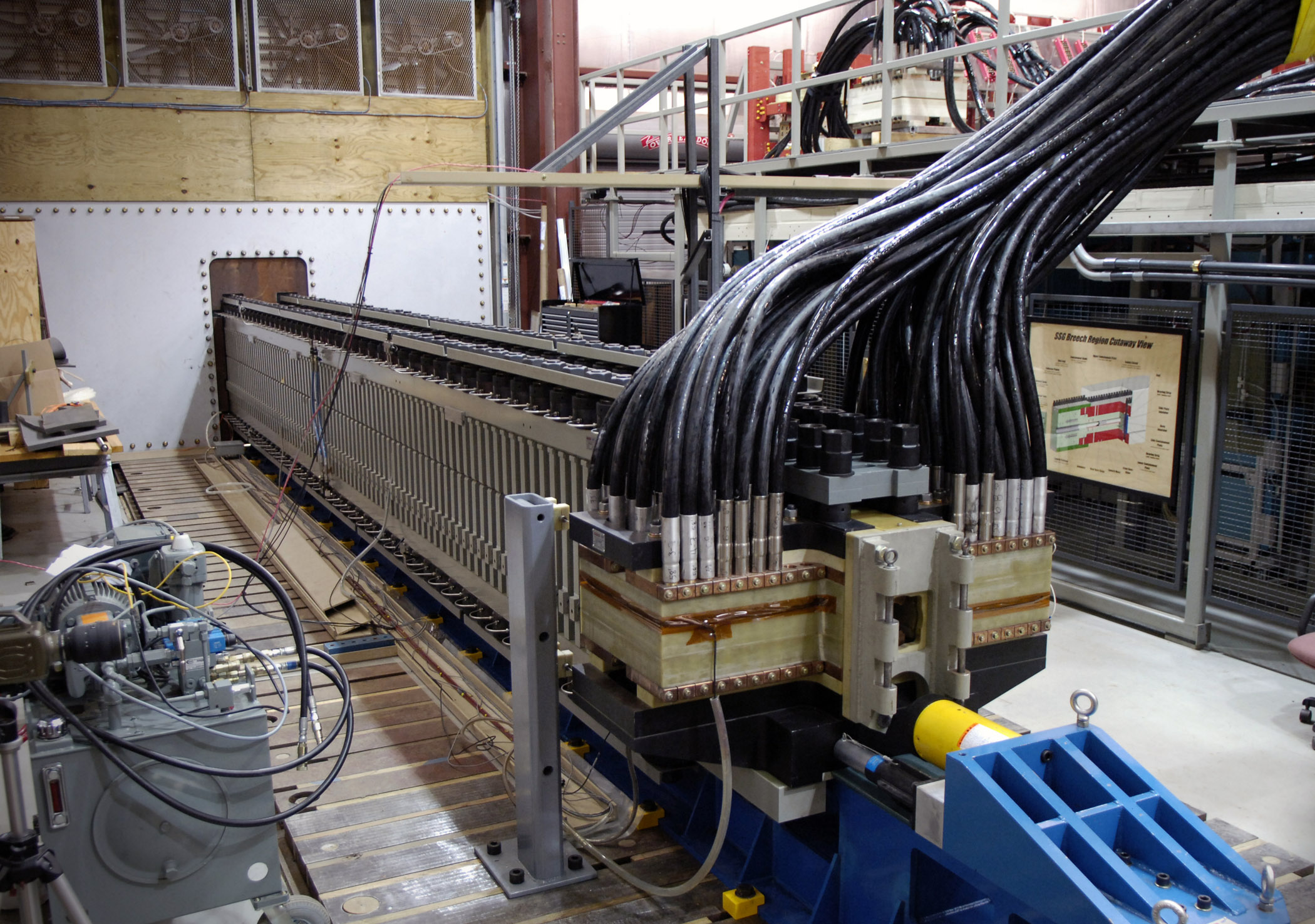
Прототип рейкотрона, розробленого BAE Systems, вигляд з боку казенної частини (2007 рік)

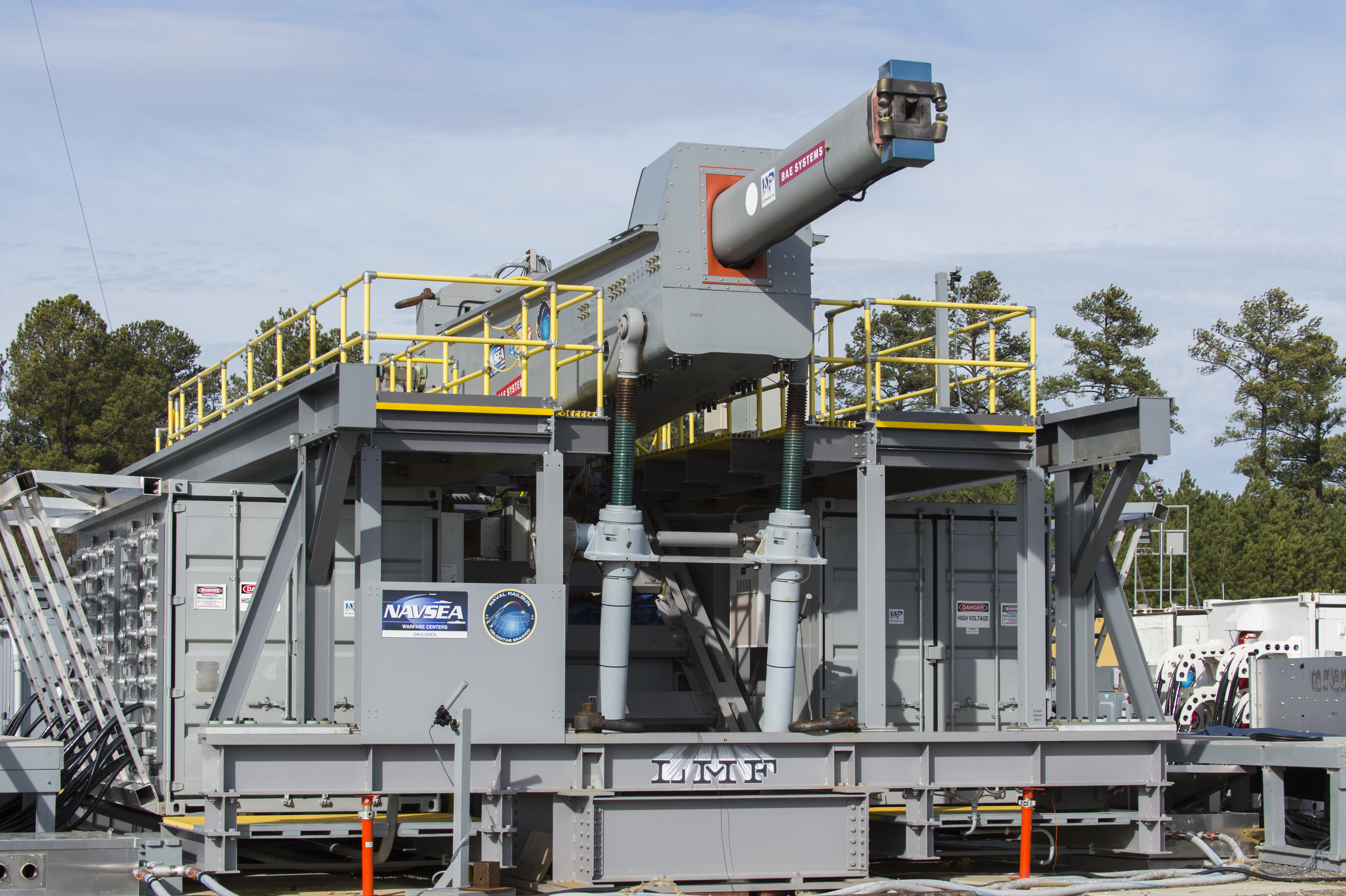
Прототип рейкотрона, розробленого BAE Systems (2017 рік)

Компанія BAE Systems та ВМС США вели спільне дослідження нового озброєння у Naval Surface Warfare Center, Dahlgren Division, та здійснили перші постріли зі створеного прототипу в 2010 році. Створений прототип здатен запускати сталевий снаряд масою близько 10,4 кг з початковою швидкістю близько 7200 км/год. ВМС поставили завдання довести ефективну дальність вогню до близько 160 км. Установка споживає 32 МДж за один постріл.
Існували плани встановити прототип для морських випробувань на корабель забезпечення USNS Trenton в 2016 році, але від них довелось відмовитись через брак коштів. Проте станом на 2017 рік ВМС сподівалось поставити рейкотрон на озброєння до 2025 року, але наприкінці 2017 року з'явились непідтверджені повідомлення, що військові вирішили відмовитись від подальших робіт над цим видом озброєнь через значні технологічні виклики й невирішені проблеми.
В травні 2016 року компанія General Atomics представила прототип рейкотрона для використання у сухопутних системах. Представлений прототип, який отримав назву Blitzer, був встановлений на звичайний причеп вантажівки. Дулова енергія снаряду була заявлена на рівні 3 МДж.
Пітер Фанта, керівник військово-морськими операціями Флоту США, заявив у 2016 році, що взяття рейкотронів на озброєння флотом уже недалеко, адже ключові технології для цього вже існують. Одну зі 155-мм турелей ескадренного міноносця «Lyndon B. Johnson» планувалося замінити рейкотроном.
Китайські військові також працювали над створенням рейкотрона з 1980-тих років. Зокрема, в жовтні 2017 року Інженерний університет військово-морських сил Народно-визвольної армії Китаю поширив повідомлення для ЗМІ про створення електромагнітної гармати-рейкотрона для військових кораблів, яка здатна запускати боєприпас на відстань понад 100 морських миль (близько 185 км) з максимальною швидкістю в 6 Маха. Контр-адмірал Ма Веймінг назвав розробку відповідних озброєнь «ключовою програмою з національної безпеки».
31 січня 2018 року в соціальній мережі Twitter з'явились фотографії незвичного озброєння на десантному кораблі проекту Type 072 III Haiyang Shan (бортовий номер 936) встановленого замість зенітної гармати H/PJ76F 37 мм на носу. Фотографії були зроблені в одному з портів міста Ухань. На думку багатьох дослідників дане озброєння може бути прототипом морського рейкотрона. Десантний корабель міг бути обраним через наявність великого простору на палубі та в трюмах для встановлення необхідного обладнання. Зокрема, на палубі було помічено декілька стандартних контейнерів, в яких могли знаходитись електрогенератори, конденсатори, системи управління рейкотроном. За непідтвердженими чутками, гармата-рейкотрон буде встановлена на нові кораблі Type055 DDG. За габаритами установка подібна прототипу рейкотрона, який розробила BAE Systems на замовлення ВМС США в 2010 році.